# Duchess Landing
Duchess Landing és una concentració de població designada pel cens dels Estats Units a l'estat d'Oklahoma. Segons el cens del 2000 tenia 95 habitants.

## Demografia
Segons el cens del 2000, Duchess Landing tenia 95 habitants, 35 habitatges, i 26 famílies. La densitat de població era de 6,2 habitants per km².
Dels 35 habitatges en un 37,1% hi vivien nens de menys de 18 anys, en un 74,3% hi vivien parelles casades, en un 2,9% dones solteres, i en un 22,9% no eren unitats familiars. En el 22,9% dels habitatges hi vivien persones soles el 8,6% de les quals corresponia a persones de 65 anys o més que vivien soles. El nombre mitjà de persones vivint en cada habitatge era de 2,71 i el nombre mitjà de persones que vivien en cada família era de 3,11.
Per edats la població es repartia de la següent manera: un 28,4% tenia menys de 18 anys, un 5,3% entre 18 i 24, un 27,4% entre 25 i 44, un 29,5% de 45 a 60 i un 9,5% 65 anys o més.
L'edat mediana era de 36 anys. Per cada 100 dones de 18 o més anys hi havia 83,8 homes.
La renda mediana per habitatge era de 13.750 $ i la renda mediana per família de 46.250 $. Els homes tenien una renda mediana de 13.750 $ mentre que les dones 30.156 $. La renda per capita de la població era de 13.075 $. Cap de les famílies i el 15% de la població estaven per davall del llindar de pobresa.

## Poblacions més properes
El següent diagrama mostra les poblacions més properes.